# Индивидуальная психология
Индивидуальная психология (от лат. individuum — неделимый) — направление глубинной психологии, психотерапевтическая система, разработанная Альфредом Адлером в 20-х годах XX века.
Это направление Адлер создал на основе психоанализа З. Фрейда, отрицая некоторые идеи «родительской» школы.

## Описание
В отличие от классического психоанализа, индивидуальная психология считает основой характера врожденное «социальное чувство», нуждающееся в воспитании. Главную роль в структуре и динамике поведения личности играет не бессознательное, а сознание человека, не биологические, а социальные мотивы. Люди как личности не являются беспомощными существами, жертвами или пассивными носителями своего прошлого опыта. Они активны и сами могут творить своё настоящее, а также относительно произвольно выбирать своё будущее. Важную роль в этом процессе играют интеллект и осознание человеком собственных ценностей и идеалов.
В отличие от фрейдовского либидо, основной движущей силой социальной активности человека, в индивидуальной психологии, являются его стремление к власти и комплекс неполноценности, глубоко укоренившийся в подсознании человека. Главными человеческими пороками, проистекающими из этого комплекса, выступают тщеславие и честолюбие, а добродетелями,- мужество и стремление к сотрудничеству.
Индивидуальная психология была популярна в странах Западной Европы и США в 20—40-х годах XX века и оказала значительное влияние на зарождение неофрейдизма.

## История создания
А. Адлер родился в предместье Вены в еврейской семье. В детстве он испытывал чувство соперничества по отношению к своему брату, часто и тяжело болел, а в возрасте пяти лет чуть не умер от пневмонии. Это повлияло на его выбор профессии врача. Окончив медицинский факультет Венского университета, он практиковал как врач — офтальмолог. Однако, вследствие его растущего интереса к деятельности нервной системы область занятий Адлера стала смещаться в сторону психиатрии и неврологии.
В 1902 году, увлечённый книгой Фрейда о толковании сновидений, он стал стремиться к научному сотрудничеству с ним. Вскоре Адлер примкнул к кружку Фрейда, который был создан для развития и распространения психоаналитических идей. Собрания проводились каждую среду у Фрейда дома, вплоть до 1908 года. Данный кружок быстро набирал популярность и расширялся, и к 1908 году было создано общество под названием «Венское психоаналитическое общество». В 1910 году по предложению Фрейда Адлер его возглавил. Однако вскоре Адлер начал развивать идеи, противоречившие некоторым основным положениям Фрейда. В 1911 году на очередном собрании Фрейд подверг резкой критике взгляды Адлера, и тот отказался от поста президента общества и вскоре покинул его. В октябре того же года Адлер со своими сторонниками организовал свой собственный кружок — «Общество свободных психоаналитических исследований», в дальнейшем получивший название «Ассоциация индивидуальной психологии».
В 1912 году Адлер опубликовал работу «О нервном характере», обобщавшую основные концепции индивидуальной психологии; и основал «Журнал индивидуальной психологии», выпуск которого вскоре был прерван Первой мировой войной.
После Первой мировой войны он заинтересовался вопросами педагогики и попытался внедрить свои идеи из области психологии в практическую сферу. В 1919 году Адлер основал первую воспитательную клинику в рамках венской системы школьного образования, а затем и экспериментальную школу, реализующую его идеи. Через несколько лет в Вене было около 30 таких центров. Вскоре подобные клиники стали появляться в Голландии, Германии и США.
С конца 20-х годов он часто бывал в США, где выступал с научными докладами и лекциями, развивая свои идеи в области индивидуальной психологии. В 1935 году он переехал в США, где продолжал работать в качестве психиатра, одновременно занимая пост профессора медицинской психологии. Индивидуальная психология Адлера оказалась в центре внимания психологов в 50-е годы, значительно повлияв на формирование гуманистической психологии и нового подхода к проблеме личности.
Адлер стал основателем нового, социально-психологического подхода к исследованию психики человека. Именно в развитии новых идей своей концепции он и разошелся с Фрейдом. Его теория представляет собой совершенно новое направление, очень мало связанное с классическим психоанализом.

## Сторонники
- Альфред Адлер
- Рудольф Дрейкурс
- Отто Рюле
- Алиса Рюле-Герштель